# Resolutie 303 Algemene Vergadering Verenigde Naties
Resolutie 303 van de Algemene Vergadering van de Verenigde Naties van 1949 behandelde het Palestijnse vraagstuk in verband met het internationaal statuut van de regio Jeruzalem en de bescherming van de Heilige Plaatsen.

## Inhoud
De resolutie stelde dat het standpunt van de VN, zoals onder andere vastgelegd in resolutie 181, de beste houding was. De eerdere resoluties in verband met het internationale statuut van Jeruzalem moesten uitgevoerd worden. Ook de eerdere resoluties in verband met de bescherming van de Heilige Plaatsen moesten uitgevoerd worden.